# L'Homme du château
 (août 2025).
Motif : Absence de sources
- Archive Wikiwix
- Bing
- Cairn
- DuckDuckGo
- E. Universalis
- Gallica
- Google
- G. Books
- G. News
- G. Scholar
- Persée
- Qwant
- (zh) Baidu
- (ru) Yandex
- (wd) trouver des œuvres sur Wikidata

| 1. | Préciser le motif de la pose du bandeau. | Précisez le motif de la pose du bandeau en utilisant la syntaxe suivante : {{admissibilité à vérifier\|date=août 2025\|motif=remplacez ce texte par le motif}}                          |
| 2. | Informer les utilisateurs concernés.     | Pensez à avertir le créateur de l'article, par exemple, en insérant le code ci-dessous sur sa page de discussion : {{subst:avertissement admissibilité à vérifier\|L'Homme du château}} |

L’homme du château est une série de bande dessinée humoristique, créée dans le journal Spirou no 1606 du 23 janvier 1969 sous forme de mini-récit par Francis Bertrand.

## Publication

### Les albums
La série n'a jamais été publiée sous forme d'album.

### Pré-publication
La série a été publiée dans Spirou entre 1969 et 1973.